# Adam Kuczma
Adam Kuczma (ur. 1 marca 1924 w Petrykowie, zm. 24 września 2017) – polski duchowny metodystyczny i działacz ekumeniczny.

## Życiorys

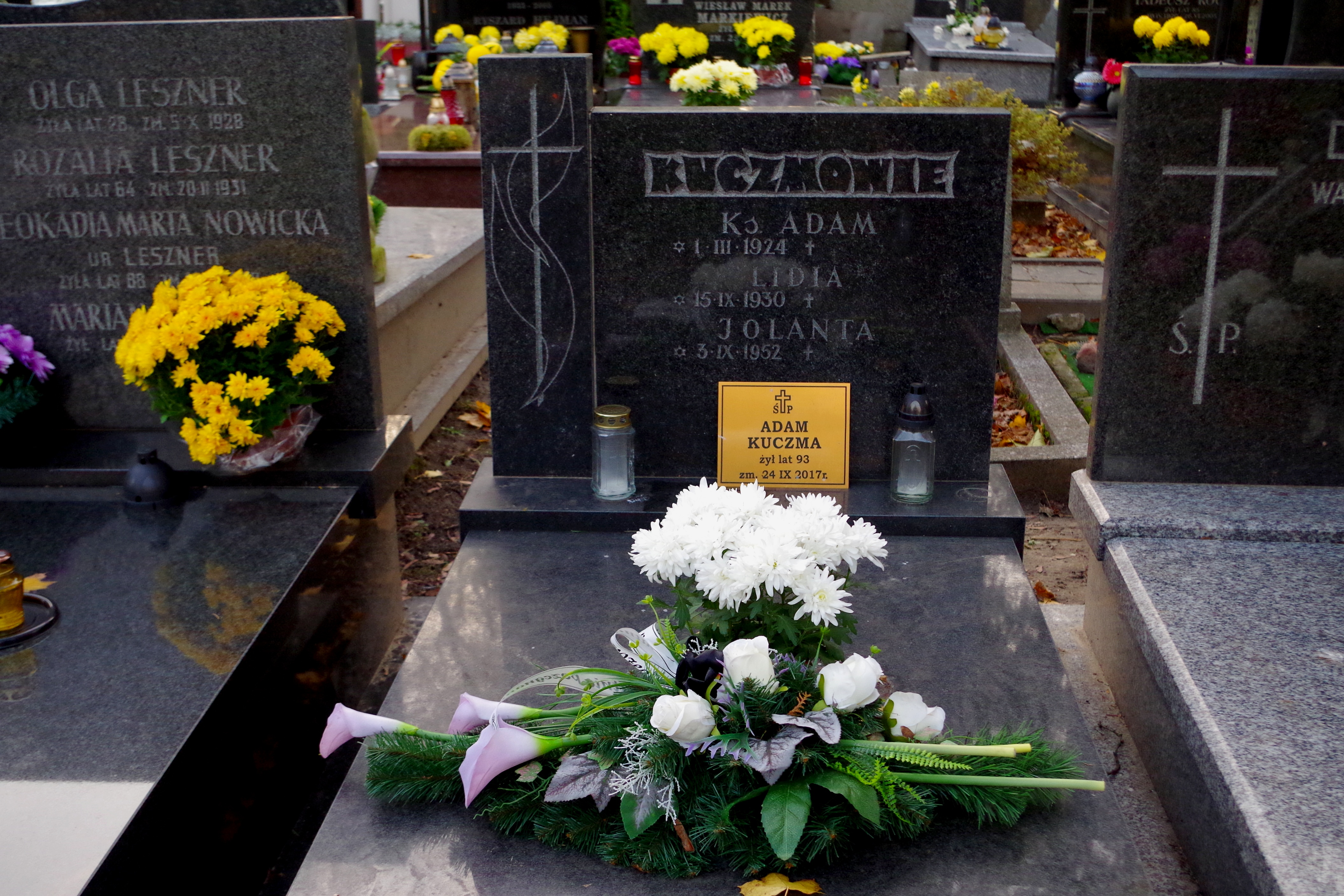
Grób Adama Kuczmy na Cmentarzu ewangelicko-augsburskim w Warszawie

W 1951 ukończył Seminarium Teologiczne Kościoła Metodystycznego w Klarysewie, w 1957 został ordynowany na prezbitera, w 1962 ukończył studia w Chrześcijańskiej Akademii Teologicznej w Warszawie. W 1965 został sekretarzem Konferencji Ogólnej, w latach 1965–1969 był sekretarzem Rady Kościoła. W 1969 został powołany na zastępcę superintendenta naczelnego, był też superintendentem okręgu centralnego.
W latach 1983–1989 pełnił funkcję superintendenta naczelnego (zwierzchnika) Kościoła Metodystycznego w Polsce. 
W latach 1970–1979 był skarbnikiem, następnie przewodniczącym Komisji Rewizyjnej, w latach 1987–1989 prezesem Polskiej Rady Ekumenicznej. Zasiadał w gremiach kierowniczych Konferencji Kościołów Europejskich (1974–1986 w Komitecie Doradczym, w latach 1986–1992 w Prezydium). W latach 1988–1990 członek Rady Ochrony Pamięci Walk i Męczeństwa.
Od 1965 był zastępcą dyrektora, a od 1969 do 1990 dyrektorem Szkoły Języka Angielskiego Metodystów w Warszawie.
Był żonaty z Lidią z domu Grzybek (1930–2019). Pochowany na cmentarzu ewangelicko-augsburskim w Warszawie (aleja 43, grób 14).